# Мороз Дарія Юріївна
Дарія Юріївна Мороз (рос. Дарья Юрьевна Мороз; нар. 1 вересня 1983, Ленінград, РРФСР) — російська акторка. Заслужена артистка Росії (2015). Лауреатка премії «Ніка» у 2009 та 2015 роках.

## Життєпис
Народилася 1 вересня 1983 року у Ленінграді (тепер Санкт-Петербург).
Навчалася у Школі-студії МХАТ на курс Романа Козака та Дмитра Бруснікіна, після закінчення якого, 2003 року, була прийнята в трупу Московського художнього театру ім. Антона Чехова.
Одружена з режисером Костянтином Богомоловим. У подружжя є дочка Ганна Богомолова (нар. 5 вересня 2010 року).

## Фільмографія
- 1984 — «Милий, любий, коханий, єдиний...» — немовля
- 1992 — «Чорний квадрат» — Ліда Меркулова
- 2000 — «Фортуна» — Маша Сорокіна
- 2001 — «Дикарка» — Варя
- 2009 — «Пелагія і білий бульдог» — губернаторка
- 2012 — «Диригент» — Ольга
- 2015 — «А зорі тут тихі» — Марія
- 2020 — «Утриманки» — Олена[5]